# ФК Политехника (Яш)
Сдружение общински спортен клуб Политехника (Яш) (на румънски: ACSM Politehnica Iași) или просто Политехника (Яш) (на румънски: Politehnica Iași) е футболен клуб от град Яш, Румъния, състезаващ се в Лига I.
Основан е през 2010 г. Домакинските си срещи играе на стадион „Емил Александреску“, с капацитет 11 481 зрители.

## История
Клубът е основан през 2010 г. след обединението на Трикоролул (Бряза) и Навоби (Яш). Така се ражда АЦСМУ „Политехника“ на мястото на престаналия да съществува „Политехника“.
През лятото на 2011 г. клубът сменя името си на КСМС. Включва се директно в Румънска лига II, второто по сила ниво в Румъния, а през втората година от съществуването си (2012/13) печели турнира и добива правото да дебютира в румънския елит. Съперник на отбора във втория квалификационен кръг на Лига Европа, сезон 2016/17 ще бъде  Хайдук (Сплит).

## Предишни имена
| Години      | Име                                         |
| ----------- | ------------------------------------------- |
| 2010 – 2011 | АКСМУ Политехника Яш ACSMU Politehnica Iași |
| 2011 – 2016 | КСМ Студенцеск Яш CSM Studențesc Iași       |
| 2016 – 2018 | КСМ Политехника Яш CSM Politehnica Iași     |
| 2018 –      | ФК Политехника Яш FC Politehnica Iași       |

### Успехи
Румънска лига II
- Победител (2): 2011/12, 2013/14

## Известни играчи
- Мариус Онофрас
- Артьом Семененко

## Известни треньори
- Ливиу Чоботариу (29 август 2012 – 22 април 2013)
- Мариус Лакатуш (15 октомври 2013 – 28 август 2014)